# Chrast u Chrudimi
Chrast u Chrudimi – stacja kolejowa w Chraście, w kraju pardubickim, w Czechach. Znajduje się na wysokości 295 m n.p.m.
Na stacji nie ma możliwości zakupu biletów, a obsługa podróżnych odbywa się w pociągu.

## Linie kolejowe
- 238 Pardubice - Havlíčkův Brod